# Autostrada A10 (Italia)

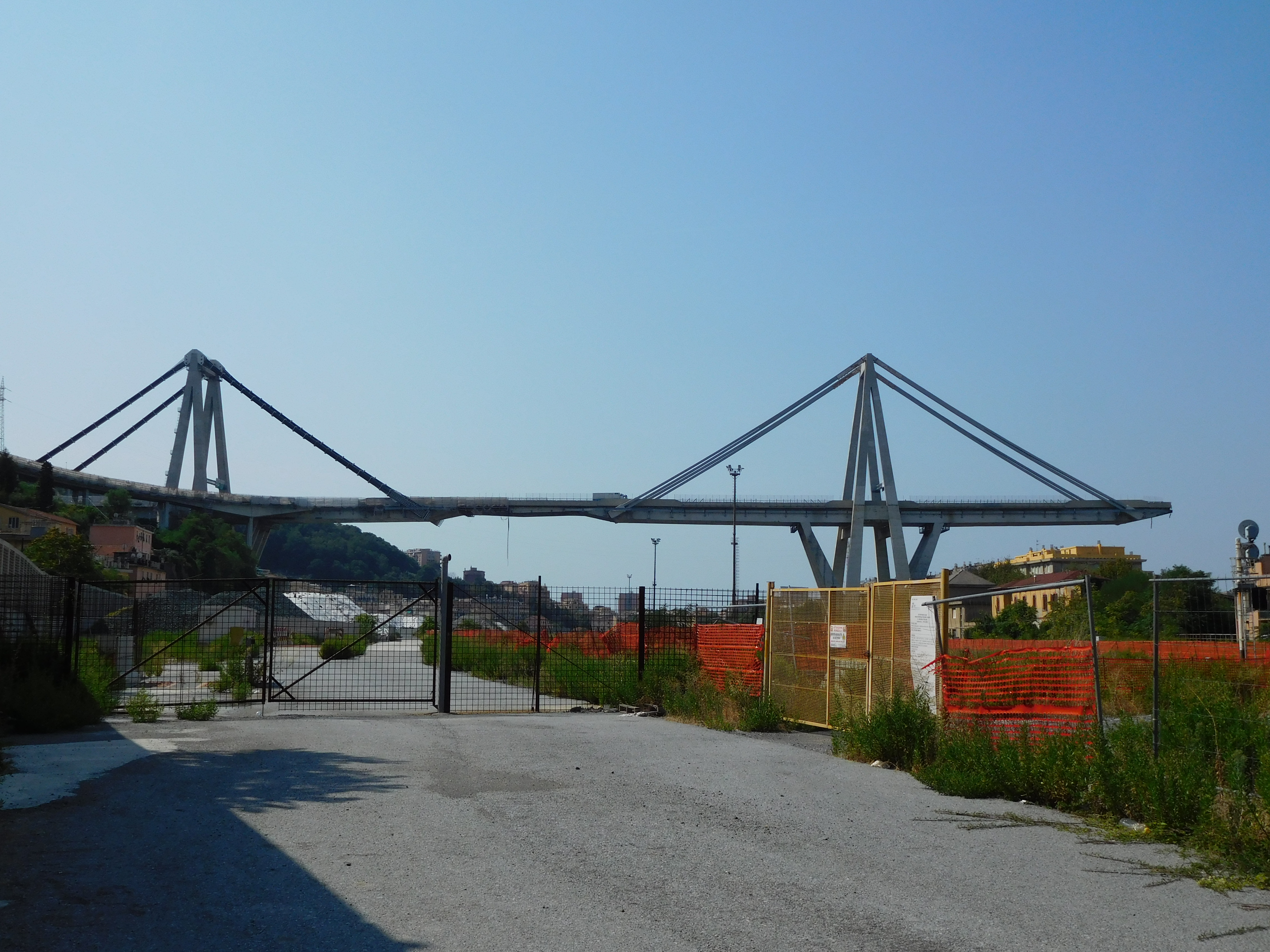
Parte del vecchio viadotto Polcevera, tratto terminale verso Genova della A10, crollato il 14 agosto 2018

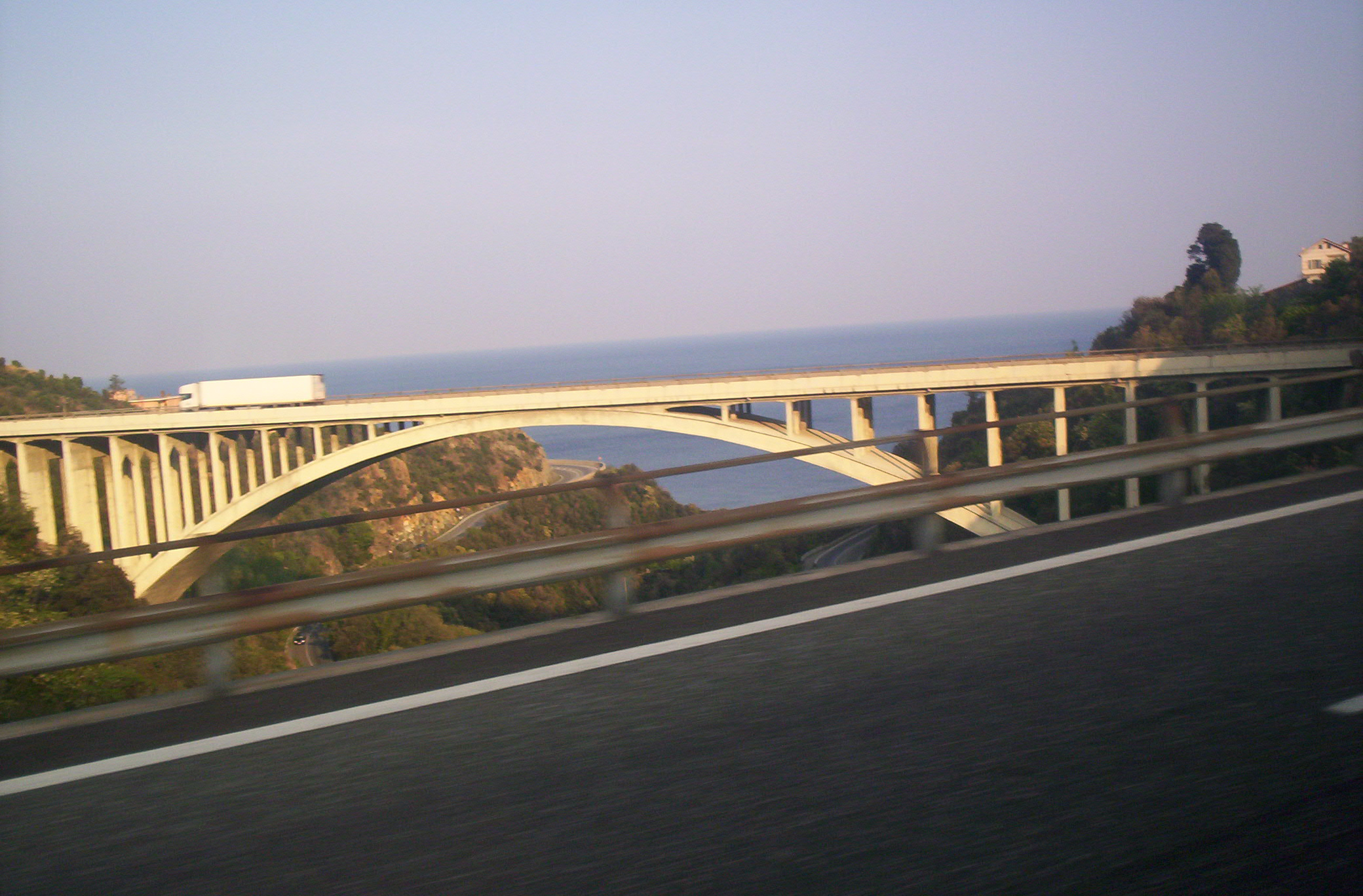
L'autostrada A10 presso Cogoleto: ponte del vecchio tracciato visto dalla carreggiata nord

L'autostrada A10, conosciuta anche come Autostrada dei Fiori o AutoFiori, è un'autostrada italiana che corre interamente in territorio ligure, collegando Genova a Ventimiglia (in prossimità del confine di Stato con la Francia) attraverso tutta la Riviera di Ponente, per una lunghezza di 158,1 km. Fa parte per tutta la sua estensione della strada europea E80, la quale prosegue in territorio francese fino a Aix-en-Provence come autoroute A8.

## Storia

### Primo tratto: Prà-Albisola
L'autostrada A10 che collega Genova con il confine di stato di Ventimiglia ha una lunga storia, poiché l'arteria fu costruita per tronchi in più di un decennio. Il primo tratto fu realizzato alla fine degli anni cinquanta, a carreggiata unica con 3 corsie a senso alternato, ed era limitato al collegamento tra Pra', quartiere del ponente genovese, e Albisola. Nei primi anni '60 questa costituiva una delle poche autostrade presenti in Italia, insieme all'Autostrada dei Laghi, alla Torino-Milano-Brescia, Padova-Venezia, Savona-Ceva, Genova-Milano, Firenze-Pisa, Roma-Ostia e Napoli-Salerno. Nel 1964 il tratto venne prolungato di pochi chilometri fino alla successiva uscita di Genova Pegli, sempre a carreggiata unica e con una sola corsia larga per senso di marcia. Successivamente, il 5 settembre 1967 venne aggiunto il prolungamento da Genova Pegli a Genova Cornigliano, e da Savona ad Albisola, con due carreggiate e due corsie per senso di marcia. Con il completamento del viadotto Polcevera sul torrente omonimo, l'autostrada raggiungeva Genova Sampierdarena e il casello di Genova Ovest, collegando così Genova e Savona e raccordandosi altresì con la A7.
Come detto, inizialmente tra Albisola e Genova Pegli l'autostrada era a carreggiata unica con 2 o 3 corsie e risultò subito evidente la necessità di ampliare questo tratto. Per alcuni anni vi fu un dibattito tra i sostenitori del raddoppio della tratta e i sostenitori della costruzione di una nuova tratta a due carreggiate. Venne scelta la prima soluzione e così nel corso degli anni '70 tra Albisola e Genova Pegli l'autostrada fu ampliata aggiungendo una carreggiata nuova a quella già esistente: la carreggiata ovest, in direzione Ventimiglia fu costruita ex novo, con 3 corsie da Genova Pegli fino a Varazze e 2 corsie da Varazze ad Albisola; per quella in direzione Genova centro si usò invece la tratta originaria usando le 3 corsie su cui precedentemente scorrevano entrambi i sensi di marcia.
Da ciò deriva che la carreggiata vecchia, cioè in direzione Genova, è molto più tortuosa dell'altra, un po' come si verifica sulla Genova-Serravalle (A7) per lo stesso motivo; l'ampliamento a 3 corsie ha determinato inoltre, su questo tracciato, la cancellazione della corsia di emergenza e una riduzione di tutte le corsie a una larghezza inferiore ai 3,75 m previsti dal codice della strada per le autostrade: ciò ha determinato una riduzione della velocità consentita al limite degli 80 km/h per quasi tutta la tratta compresa tra Albisola e Genova Pra'. La terza corsia, più precisamente, è presente tra l'allacciamento con la A26 e Varazze, direzione Savona/Ventimiglia, mentre per chi è diretto verso Genova troviamo la 3ª corsia tra Albisola e l'A26.

### Ultimo Tratto: Savona-Ponte San Luigi
Verso la fine degli anni 50, con il continuo crescere del trasporto su gomma e un forte incremento del turismo rivierasco risultò subito evidente che l'ampliamento dell'autostrada verso il confine di stato divenne necessario. Così tramite l'aiuto dell'allora ministro Paolo Emilio Taviani venne studiato un primo piano progettuale, dal costo stimato di 118 miliardi di lire, con una bozza del percorso che avrebbe compiuto e il 30 Luglio 1960 venne costituita la società Autostrada dei Fiori S.p.A., società che ebbe la prima concessione Anas sul tratto allora denominato Savona-Ponte San Luigi.
Nel 1963 presso l'allora Hotel Gallia di Milano tutti i Sindaci dei Comuni interessati dall'attraversamento della futura Autostrada vennero invitati a visionare il progetto definitivo dalla società Alpina, società che ebbe l'appalto per la progettazione del tracciato. In quell'occasione vennero presentati i lotti di costruzione (50 circa), il cronoprogramma ipotetico, le uscite autostradali e venne spiegato cosa avrebbero dovuto compiere i comuni sotto l'aspetto normativo ed edilizio, come ad esempio Delibere Comunali ad hoc e strade di accesso ai Manufatti, per la buona riuscita dell'opera. In quell'occasione alcuni comuni protestarono per la mancata uscita autostradale senza alcun esito e il comune di Alassio, ai tempi ricca di un turismo d'élite, chiese di non avere lo svincolo previsto al fine di rimanere isolata dall'arteria stradale, definita dal sindaco di allora, "di massa". La motivazione la si poteva ritrovare nell'aumento esponenziale del traffico veicolare transitorio che avrebbe paralizzato le vie cittadine senza portare alcun esito positivo per la cittadina.
I cantieri iniziarono nel 1965 con una cerimonia della posa della prima pietra il 12 febbraio a Ventimiglia dinanzi la presenza del ministro Paolo Emilio Taviani il quale diede inizio ai lavori del primo lotto Ventimiglia-Latte.
Dopo 3 anni di lavori e cantieri il 13 luglio 1969 venne aperta una barriera all'altezza dell'uscita di Spotorno (si può ancora notare il locale di controllo rialzato in direzione Genova) e vennero così aperti i primi tratti autostradali carrabili insieme a degli svincoli provvisori senza barriera posti dove previsti e in taluni casi dove non previsti per bypassare i tratti interrotti dai cantieri.
Questa apertura provvisoria permise uno sviluppo turistico non indifferente, complice anche la curiosità per il "traffico veloce", con un conseguente incremento delle presenze durante il periodo estivo nelle località rivierasche. Negli anni il tragitto cambia e vengono aggiunti svincoli non previsti e eliminati quelli superflui o non voluti, come quello di Alassio. L'autostrada venne aperta definitivamente il 6 Novembre 1973 e costò 271 miliardi di lire rispetto ai 118 preventivati. Negli anni successivi all'apertura definitiva vennero aperti ulteriori caselli come quelli di Finale Ligure e Pietra Ligure.
Nella primavera del 2000 venne creato il collegamento con l'Autostrada Torino-Savona evitando l'obbligo di uscita dall'autostrada per entrare nell'A6 e proseguire verso Torino
Nei primi anni 90 l'allora assessore alla viabilità e trasporti della Provincia di Savona, Pierluigi Pesenti ebbe l'intuizione che l'apertura di un ulteriore svincolo nel tratto tra Albenga e Pietra Ligure avrebbe aiutato a decongestionare il traffico e fu così che il 23 Luglio 2005 dinanzi al Ministro Claudio Scajola e al presidente della Regione Liguria Claudio Burlando venne aperto lo svincolo autostradale di Borghetto Santo Spirito. In quell'occasione il Ministro ha sottolineato come l'Autostrada difficilmente verrà ampliata per via del territorio. Tale svincolo ha come numero progressivo 497 poiché è l'ultimo casello aperto. infatti il progressivo precedente (496) riguarda il casello Barriera-Confine di Stato-Mentone
Parte del viadotto Polcevera è crollata nella mattina del 14 agosto 2018, inghiottendo i mezzi in transito facendoli precipitare in basso e travolgendo le costruzioni sottostanti; il bilancio delle vittime fu di 43 morti e svariati feriti.

### il caso di Andora e la creazione di un precedente
A causa di condizioni meteorologiche molto avverse, la costruzione della galleria Marino (galleria precedente il viadotto Merula) non venne completata nei tempi previsti, e per via di un accordo con l'Amministrazione comunale presieduta dal Sindaco Walter Momigliano i canteri si dovettero fermare durante il periodo estivo. Questo accordo portò la Ferrobeton, allora impegnata nella costruzione di quella parte di tracciato, alla decisione di chiudere il tratto autostradale Albenga-Andora. Questa scelta avrebbe creato un enorme disagio alla cittadina di Andora allora in forte espansione turistica. Il sindaco fece allora pressione affinché venisse aperta una rampa provvisoria in località Metta (ancora oggi si può notare la piazzola adibita a ingresso e uscita in direzione Confine di Stato, subito dopo la galleria "Bric Arpicella") visto anche il rifiuto della città di Alassio di possedere un'uscita autostradale (ci sarebbe dovuto essere uno svincolo in galleria con sistemi di aerazione per permetterne l'utilizzo). Questo permise di avere un'uscita provvisoria che consentì di incrementare il turismo locale in attesa di poter utilizzare lo svincolo definitivo.
Al completamento della Galleria Marino, con tanto di inaugurazione dinanzi al Ministro Paolo Emilio Taviani, lo svincolo provvisorio venne spostato dopo la galleria. Non essendo ancora completato il Viadotto Merula, venne inoltre aperto un secondo svincolo in prossimità dell'attuale area di servizio Rinovo Nord per bypassare il cantiere e proseguire il tragitto. Durante il completamento del viadotto il comune fece pressione affinché lo svincolo divenne permanente e l'approvazione da parte della società Autostrada dei Fiori S.p.A. portò gli altri comuni come ad esempio San Bartolomeo al Mare a richiedere la trasformazione dello svincolo da provvisorio a permanente visto il precedente creatosi.

## L'autostrada oggi

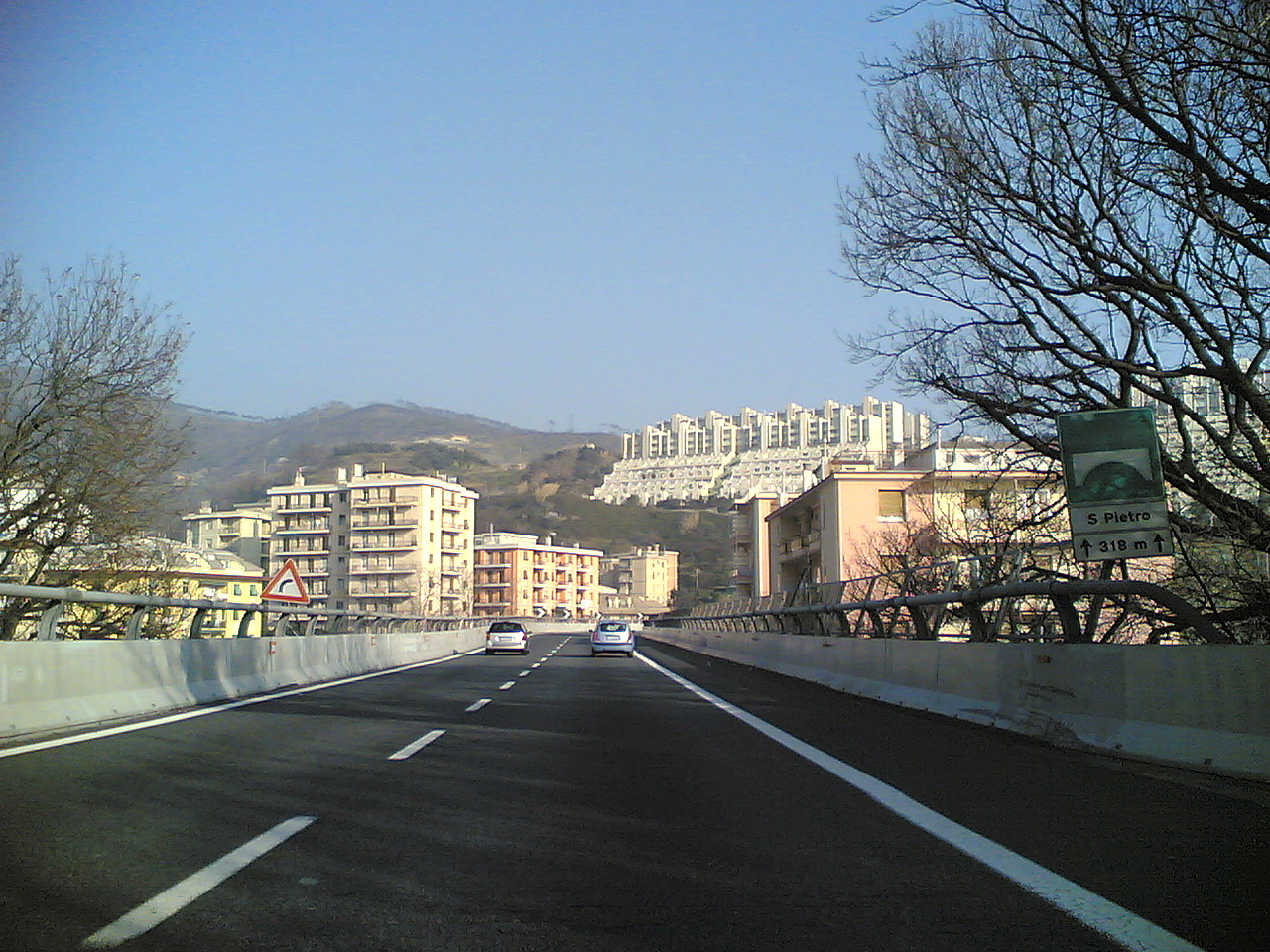
L'autostrada A10 in corrispondenza del complesso residenziale detto delle Lavatrici (ufficialmente quartiere san Pietro, a volte indicato come Pegli 3), a Genova Pra'

Gestita da Autostrade per l'Italia per il tratto da Genova a Savona, e da Concessioni del Tirreno (Gruppo ASTM) per il tratto da Savona al confine di Stato (subentrata nel giugno 2024 ad Autostrada dei Fiori), conta ventitré stazioni di ingresso.
Il casello di Borghetto Santo Spirito è una realizzazione più recente, tanto da avere un numero progressivo (497) successivo a quello del confine di Mentone (496).
Otto sono le aree di servizio e dodici quelle di sosta.

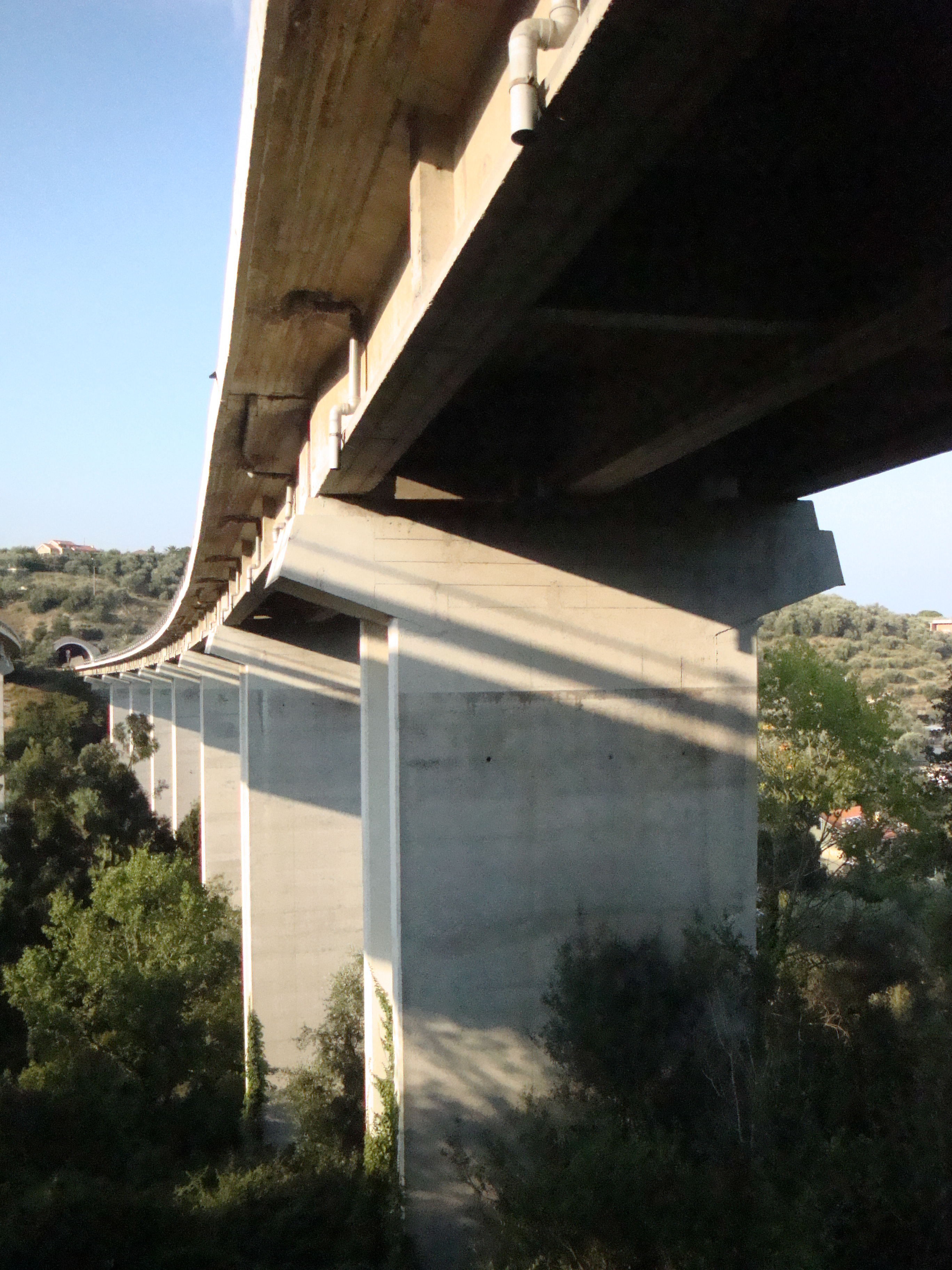
L'autostrada A10 nei pressi di San Bartolomeo al Mare

Gran parte del tracciato è costruito a mezza costa con un susseguirsi di gallerie e viadotti. Per questo il pedaggio dell'autostrada, applicato su tutta la tratta ad eccezione degli ultimi 6 km prima del confine di Stato, è uno dei più cari d'Italia.
L'autostrada, superata Savona, tocca le città di Albenga, Imperia, Sanremo e Ventimiglia. Dopo 6 km da quest'ultimo svincolo, immediatamente dopo la barriera finale, all'interno della galleria Cima della Giralda, c'è il confine di stato con la Francia. Attualmente la segnaletica stradale riporta, in direzione Francia, sul viadotto Del Passo, prima della galleria Cima della Giralda, un cartello che annuncia il confine di stato a 250 m, mentre nella direzione opposta l'ingresso in Italia viene segnalato, erroneamente, sempre sul viadotto Del Passo, quando in realtà la linea di confine si trova nella galleria precedente. Fino agli anni novanta sia il cambio del colore delle strisce laterali dal giallo al bianco sia un cartello luminoso posto all'interno della galleria indicavano l'esatta posizione del confine, che oggi è ancora riconoscibile dal cambiamento dei sistemi d'illuminazione e dal diverso spessore dell'asfalto.
Procedendo da Ventimiglia verso Genova, la A10 interseca in successione la A6, utilizzabile da chi è diretto verso Cuneo e Torino, e la A26, diretta verso la Pianura Padana, la Svizzera e tutte le principali città del nord, per terminare infine innestandosi sul tratto terminale della A7: il tratto di estremità settentrionale della A10 coincide, in pratica, con il viadotto sul Polvecera. Arrivando a Genova da Ventimiglia, dopo aver percorso un tratto di circa 3 km sull'A7 si può proseguire lungo tale autostrada verso Milano oppure immettersi sull'A12 per raggiungere la Riviera di Levante, La Spezia e la Toscana.
La stazione di Feglino, una tra le più piccole in Italia (ha una sola corsia in entrata e una sola in uscita), ha anche la particolarità unica di non consentire sia l'entrata che l'uscita in entrambe le direzioni: ha infatti l'uscita solo in direzione Ventimiglia e l'entrata solo in direzione Genova.
Dal 14 agosto 2018 al 4 agosto 2020, a causa del crollo del viadotto Polcevera (inaugurato nel 1967), nel quale hanno perso la vita 43 persone, la viabilità dell'A10 è stata interrotta nel tratto tra l'allacciamento con l'A7 per Milano e lo svincolo dell'aeroporto Cristoforo Colombo, obbligando chi doveva spostarsi tra la Riviera di Ponente e quella di Levante a utilizzare la diramazione Predosa-Bettole tra le autostrade A26 e A7, quindi a salire verso il Piemonte per poi ridiscendere; anche per muoversi tra la Pianura Padana e la Riviera di Ponente si doveva necessariamente utilizzare tale diramazione. Il 3 agosto 2020 è stato inaugurato il nuovo ponte, chiamato Genova San Giorgio e aperto al traffico alle ore 22 del giorno successivo; esso differisce dal viadotto precedente per le dimensioni generali e per le corsie, che sono tre per senso di marcia (due di marcia regolare e una di emergenza) anziché due solo di marcia come sul vecchio ponte.

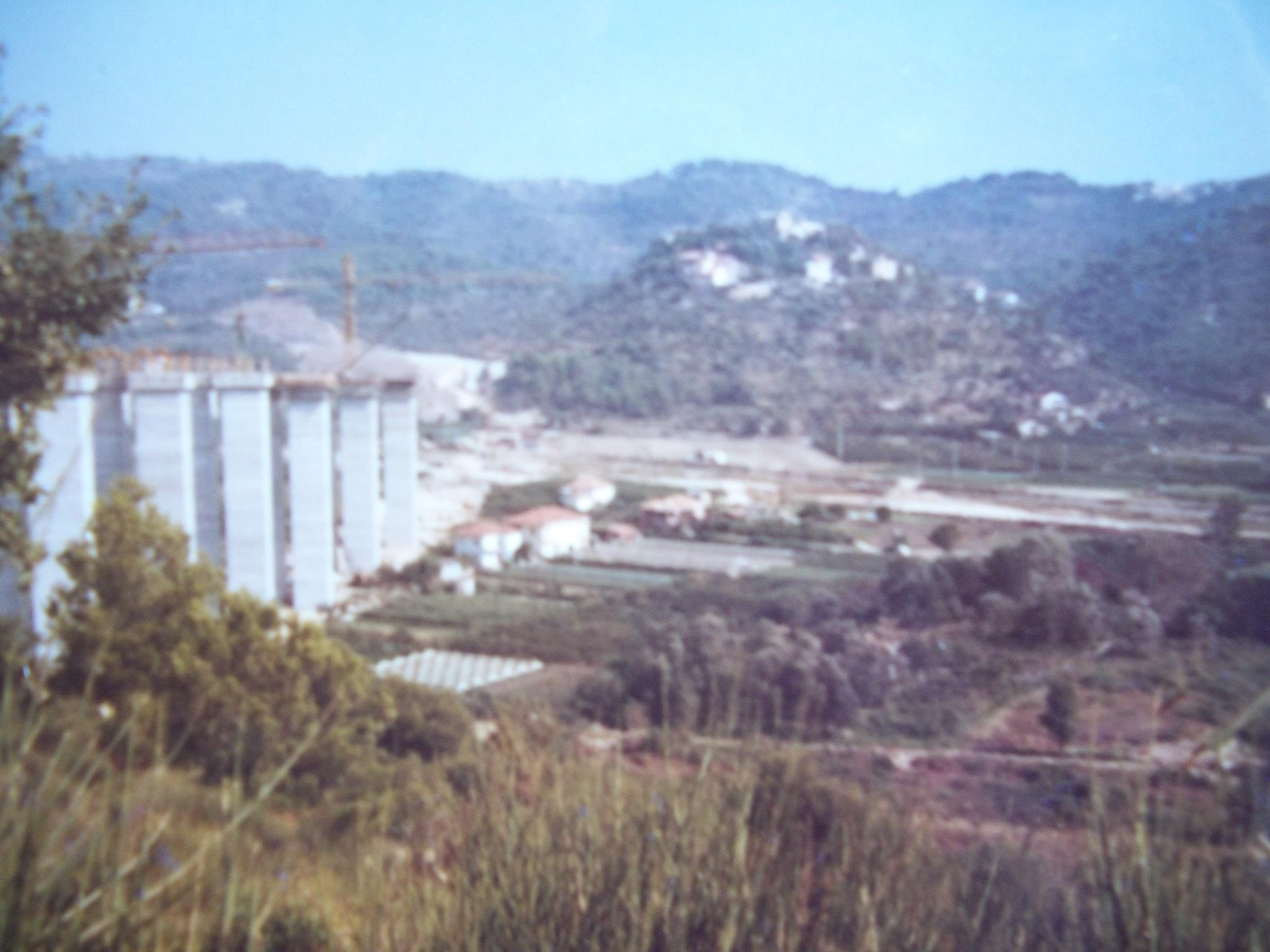
Viadotto Merula in costruzione

## Note

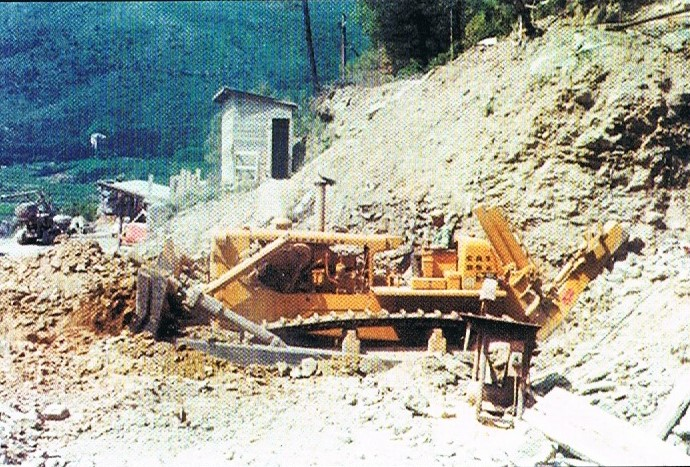
Cantiere nei pressi dello svincolo di Andora in direzione Savona

## Tabella percorso

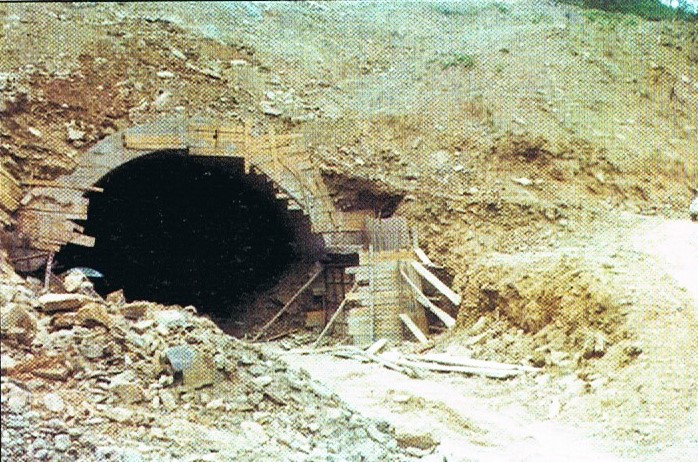
Costruzione del Portale della Galleria Marino in territorio andorese

| A10 GENOVA - VENTIMIGLIA Autostrada dei Fiori | |         |       |      |                |
| Tipo                                          | Indicazione | ↓km↓    | ↑km↑  | Area | Strada europea |
|                                               | Milano-Genova ovest Livorno Genova Sampierdarena                                                                | 0       | 158,1 | GE   |                |
|                                               | Genova Cornigliano - Aeroporto                                                                                  | 2       | 156   | GE   |                |
|                                               | Genova Pegli | 6       | 152   | GE   |                |
|                                               | Genova Pra' | 11      | 147   | GE   |                |
|                                               | Alessandria - Gravellona Toce                                                                                   | 13      | 145   | GE   |                |
|                                               | Area di parcheggio "Terrarossa"                                                                                 |         | 140,3 | GE   |                |
|                                               | Arenzano | 20      | 138   | GE   |                |
|                                               | Area di servizio "Piani d'Invrea"                                                                               | 26      | 132   | SV   |                |
|                                               | Varazze | 27      | 131   | SV   |                |
|                                               | Celle Ligure | 32      | 126   | SV   |                |
|                                               | Albisola | 36      | 120   | SV   |                |
|                                               | Area di servizio "S.Cristoforo" dismessa in direzione Genova                                                    | 42      | 116   | SV   |                |
|                                               | Complanare Savona Torino Savona Area di Servizio "Aurelia sud"                                                  | 44,721  | 113   | SV   |                |
|                                               | Area di servizio "Valleggia nord"                                                                               | 46,772  |       | SV   |                |
|                                               | Spotorno | 52,705  | 106   | SV   |                |
|                                               | Area di Servizio "Borsana sud"                                                                                  | 55,702  |       | SV   |                |
|                                               | Area di parcheggio "Borsana nord"                                                                               | 55,600  |       | SV   |                |
|                                               | Area di parcheggio "Feglino sud"                                                                                | 58,000  | 100   | SV   |                |
|                                               | Orco Feglino | 59,396  | 99    | SV   |                |
|                                               | Feglino casello più piccolo d'Italia aperto in uscita in direzione ventimiglia e in entrata in direzione Genova | 59,396  | 99    | SV   |                |
|                                               | Area di parcheggio "Aquila sud"                                                                                 | 59,300  | 98,7  | SV   |                |
|                                               | Finale Ligure                                                                                                   | 63,982  | 95    | SV   |                |
|                                               | Pietra Ligure                                                                                                   | 67,666  | 90    | SV   |                |
|                                               | Borghetto Santo Spirito                                                                                         | 72,643  | 86    | SV   |                |
|                                               | Area di parcheggio "Piccaro nord"                                                                               | 75,400  |       | SV   |                |
|                                               | Area di servizio "Ceriale"                                                                                      | 77,478  | 87    | SV   |                |
|                                               | Albenga | 81,211  | 83    | SV   |                |
|                                               | Andora | 93,230  | 71    | SV   |                |
|                                               | Area di servizio "Rinovo nord"                                                                                  | 95,066  | 69    | SV   |                |
|                                               | Area di servizio "Valle Chiappa sud"                                                                            | 97,606  | 60    |      |                |
|                                               | Area di parcheggio "Valle Chiappa nord"                                                                         | 98,100  | 65,9  |      |                |
|                                               | San Bartolomeo al Mare                                                                                          | 99,972  | 58    | IM   |                |
|                                               | Area di parcheggio "Gorleri sud"                                                                                | 103,900 | 54,2  | IM   |                |
|                                               | Imperia est | 106,297 | 52    | IM   |                |
|                                               | Imperia ovest                                                                                                   | 112,235 | 46    | IM   |                |
|                                               | Area di servizio "Conioli sud"                                                                                  | 120,313 | 38    | IM   |                |
|                                               | Area di servizio "Castellaro nord"                                                                              | 123,114 |       | IM   |                |
|                                               | Arma di Taggia                                                                                                  | 128,412 | 30    | IM   |                |
|                                               | Sanremo | 139,370 | 19    | IM   |                |
|                                               | Area di servizio "Bordighera"                                                                                   | 143,544 | 15    | IM   |                |
|                                               | Bordighera | 145,797 | 12    | IM   |                |
|                                               | Ventimiglia | 151,849 | 6     | IM   |                |
|                                               | Barriera Confine di Stato                                                                                       | 152,000 | 6     | IM   |                |
|                                               | Confine di Stato Francia Nizza Mentone 4 km Roccabruna 10 km                                                    | 158,107 | 0     | IM   |                |